# G.NA
Джи́на (пишется G.NA, наст. имя: англ. Gina Choi; род. 13 сентября 1987) — канадская певица, автор песен и актриса, живущая в Южной Корее. Под контрактом с агентством по поиску талантов Cube Entertainment.
Свой первый мини-альбом — Draw G’s First Breath — выпустила 14 июля 2010 года.

## Биография
Джина Чхой (англ. Gina Choi) родилась и выросла в Канаде. Приехала в Южную Корею в 2005 году, так как мечтала стать артисткой. Успешно прошла прослушивания в создаваемую гёрл-группу «5 Girls». Почти год жила и тренировалась вместе с другими участницами группы, но потом из-за финансовых проблем создавшей группу компании группа была распущена. Джина же расстроенной вернулась в Канаду.
После прослушивания Хон Сынсон (на тот момент работавший представителем JYP Entertainment) дал ей возможность прослушаться в JYP Entertainment. Так она в 2007 году вернулась в Корею и, успешно пройдя прослушивание, в ноябре стала стажёркой в JYP Entertanment.
Потом Хон Сыёнсон ушёл из JYP Entertainment, чтобы основать свою собственную компанию — Cube Entertainment, и Джина последовала туда за ним.
Сначала она издала совместную песню (сингл) с Рейном — «Things I Want To Do When I Find A Lover», — а потом в июле 2010 года свой первый сольный сингл «I’ll Back Off So You Can Live Well». В Корее он достиг 2 места (в чарте Gaon).
С тех пор она популярна в Южной Корее.

## Дискография
- См. «G.NA § Discography» в английском разделе.

## Фильмография
- См. «G.NA § Filmography» в английском разделе.

## Премии и номинации
- См. «G.NA § Awards» в английском разделе.